# 내겐 너무 소중한 너
《내겐 너무 소중한 너》는 2021년에 개봉한 대한민국의 영화이다.

## 캐스팅
- 진구 : 재식 역
- 정서연 : 은혜 역
- 강신일 : 연주 부 역
- 장혜진 : 집주인 역
- 박예니 : 연주 역
- 김태훈 : 철진 역
- 김종구 : 정씨 할아버지 역
- 장윤정 : 상담사 역 (특별출연)